# Ruijin
Ruijin (chino: 瑞金, pinyin: Ruìjīn) es una ciudad-municipio bajo la administración directa de la ciudad-prefectura de Ganzhou situada en la provincia de Jiangxi, República Popular China. Su población es de unos 230.000 habitantes.
Ruijin es un lugar destacado en la historia contemporánea de China por haber sido la capital de la República Soviética de China, o Sóviet de Jiangxi, el embrión de estado socialista formado por el Partido Comunista de China entre 1931 y 1934, y que fue presidido por Mao Zedong. El acoso del ejército nacionalista de la República de China forzó a los comunistas a abandonar Ruijin en 1935, comenzando la Larga Marcha, la huida a través del interior de China que llevaría a las fuerzas comunistas hasta el norte del país, donde conseguirían establecer una nueva base de poder. Tras la salida de los comunistas, la ciudad de Ruijin fue ocupada por las fuerzas leales a la República el 10 de noviembre de 1935. Algunos miembros del Partido Comunista que no habían podido salir de la ciudad fueron capturados, entre ellos, el antiguo líder del Partido Qu Qiubai, que fue ejecutado. Cerca de Ruijin falleció también, en enfrentamiento armado en abril de 1935, el hermano de Mao Zedong, Mao Zetan.
La importancia histórica de Ruijin, por su papel en el desarrollo del comunismo chino, hacen de esta localidad un centro de turismo histórico e ideológico. En la ciudad se conserva el edificio que fue la sede del Gobierno de la República Soviética, así como la antigua residencia de Mao Zedong y un Museo de los Mártires de la Revolución.

## Administración
El municipio deRuijin se divide en 17 pueblos que se administran en 10 poblados y 7 villas.